# Wassensdorf

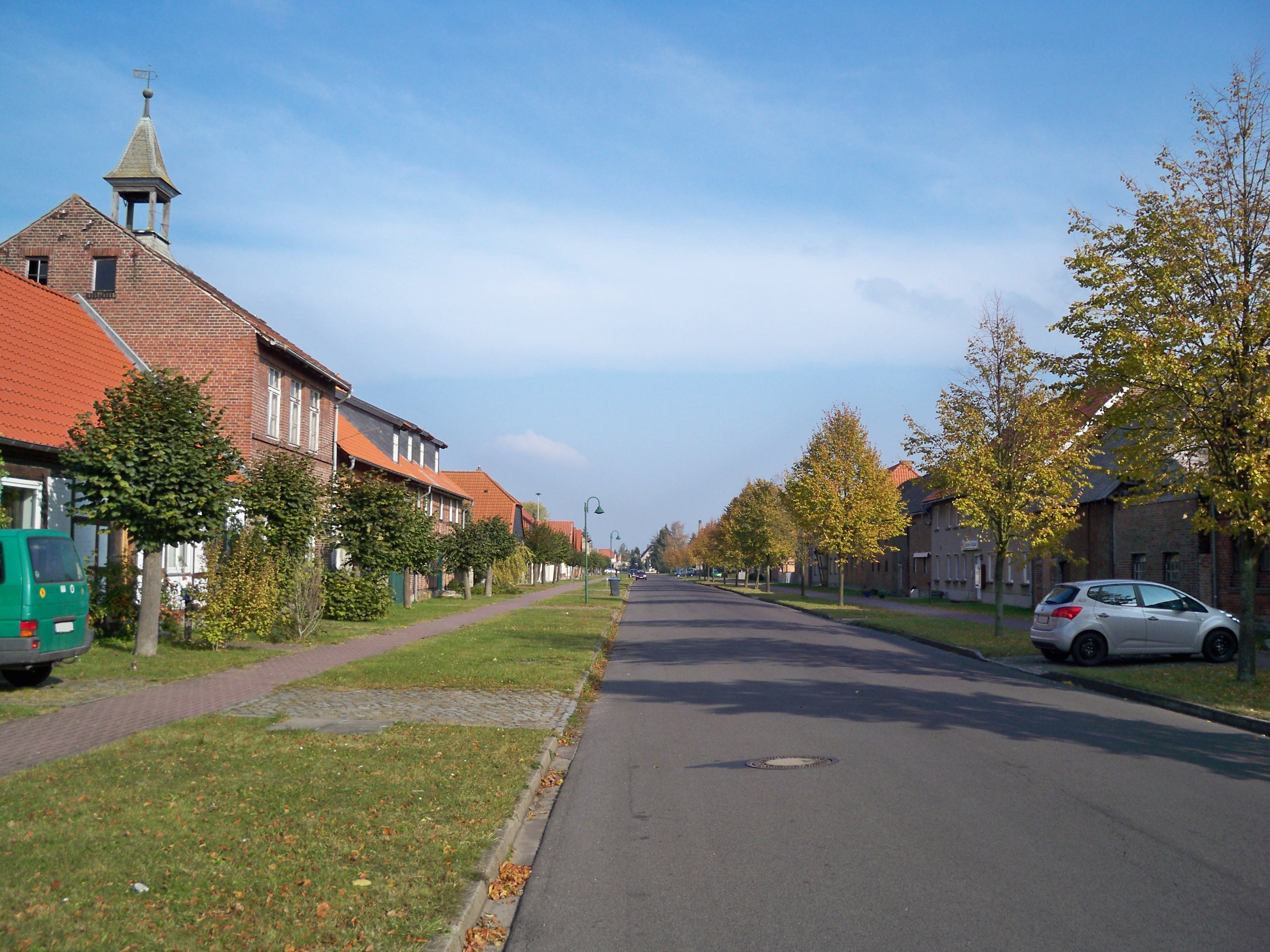
Straßenansicht von Süden

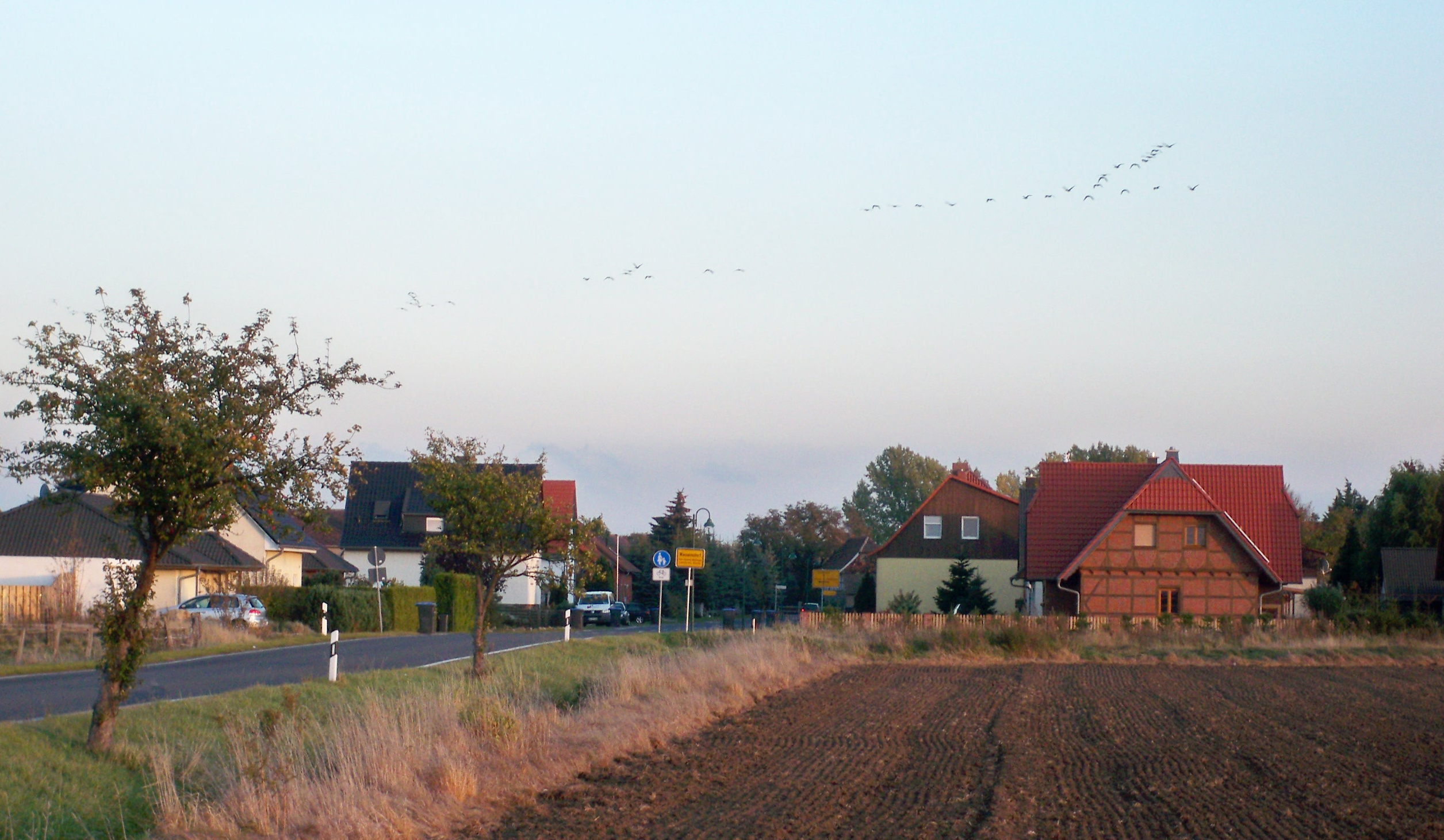
Blick von Westen

Wassensdorf ist ein Ortsteil der Stadt Oebisfelde-Weferlingen im Landkreis Börde in Sachsen-Anhalt.

## Geographie
Wassensdorf ist ein Straßendorf am Rand des Naturparks und innerhalb des Niedermoorgebiets Drömling und hat rund 400 Einwohner. Der Ort ist vor allem von Weideland umgeben und liegt rund einen Kilometer nördlich von Oebisfelde nördlich der B 188. Der westlich liegende Ort Breitenrode ist zwei Kilometer entfernt. Nach Weddendorf im Südosten sind es ebenfalls zwei Kilometer, nach Buchhorst im Norden rund vier Kilometer.

## Geschichte
Der Ortsname weist auf eine deutsche Gründung hin. 1939 wies Wassensdorf 519 Einwohner auf. Von 1954 bis zur Wende lag Wassensdorf in der 5-km-Sperrzone, die nur von befugten DDR-Bürgern betreten werden durfte.
Bis 1952 gehörte Wassensdorf zum Landkreis Gardelegen; anschließend kam es zum neugebildeten Kreis Klötze. Wassensdorf wurde 1994 nach Oebisfelde eingemeindet und verlor damit seine politische Selbstständigkeit. Von 1994 bis zum 1. Januar 2005 gehörte der Ort zur Verwaltungsgemeinschaft Oebisfelde, danach von 2005 bis zum 31. Dezember 2009 der Verwaltungsgemeinschaft Oebisfelde-Calvörde im Ohrekreis bzw. ab 2007 im Landkreis Börde an. Am 1. Januar 2010 wurde aufgrund einer Gemeindegebietsreform in Sachsen-Anhalt die Stadt Oebisfelde-Weferlingen gegründet. Wassensdorf, als Ortsteil der ehemaligen Stadt Oebisfelde, wurde zum Ortsteil der neuen Stadt Oebisfelde-Weferlingen.

## Kultur und Sehenswürdigkeiten
In Wassensdorf bestehen der Schalmeienzug Wassensdorf 1965 und der Wassensdorfer Carnevals Club.

## Wirtschaft und Infrastruktur

### Öffentliche Einrichtungen
Wassensdorf verfügt über eine 1933 gegründete Freiwillige Feuerwehr und ein Feuerwehrhaus. Für Kinder steht ein Spielplatz zur Verfügung. Das Kriegerdenkmal erinnert an die Opfer der beiden Weltkriege.

### Verkehr
Wassensdorf liegt an der Landesstraße 22 zwischen Oebisfelde und Klötze. Die Kreisstraße 1124 führt von Breitenrode über Wassensdorf nach Weddendorf. Die B 188 verläuft zwischen Wassensdorf und Oebisfelde in Ost-West-Richtung. Wassensdorf wird von Bussen der Personenverkehrsgesellschaft Altmarkkreis Salzwedel (PVGS, Richtung Oebisfelde und Salzwedel) und der OhreBus Verkehrsgesellschaft (Richtung Weferlingen und Frankenfelde) bedient. Linienbusse fahren im Schülerverkehr von Wassensdorf nach Buchhorst und Oebisfelde, Rufbusse nach Oebisfelde und Klötze.

## Sonstiges
Im Ort befinden sich zwei Weißstorch-Horste.